# Vendsyssel

Onofficiële vlag van Vendsyssel

Vendsyssel is het grootste en het meest noordelijke gebied van het Deense eiland Vendsyssel-Thy. In het Nederlands wordt dit gebied ook wel De kop van Jutland genoemd. In het westen grenst het aan Hanherred. Het land is overwegend vlak en heeft een oppervlakte van 3000 km². In het midden ligt een morenenlandschap met onder andere de Jyske Ås. Aan de westkust bij de Noordzee zijn er hoge duinen. Hier staan ook de meeste zomerhuisjes. De grootste plaatsen zijn: Skagen, Frederikshavn, Hjørring, Nørresundby, Sæby, Brønderslev en Hirtshals. 